# Drzewica białolica
Drzewica białolica (Dendrocygna viduata) – gatunek ptaka z podrodziny drzewic (Dendrocygninae) w rodzinie kaczkowatych (Anatidae).

## Występowanie
Tropiki Ameryki Południowej (na południu po północną Argentynę i Urugwaj), Afryka na południe od Sahary, Madagaskar i Komory. Gatunek monotypowy.

## Środowisko
Rzeki, jeziora i bagna.

## Charakterystyka

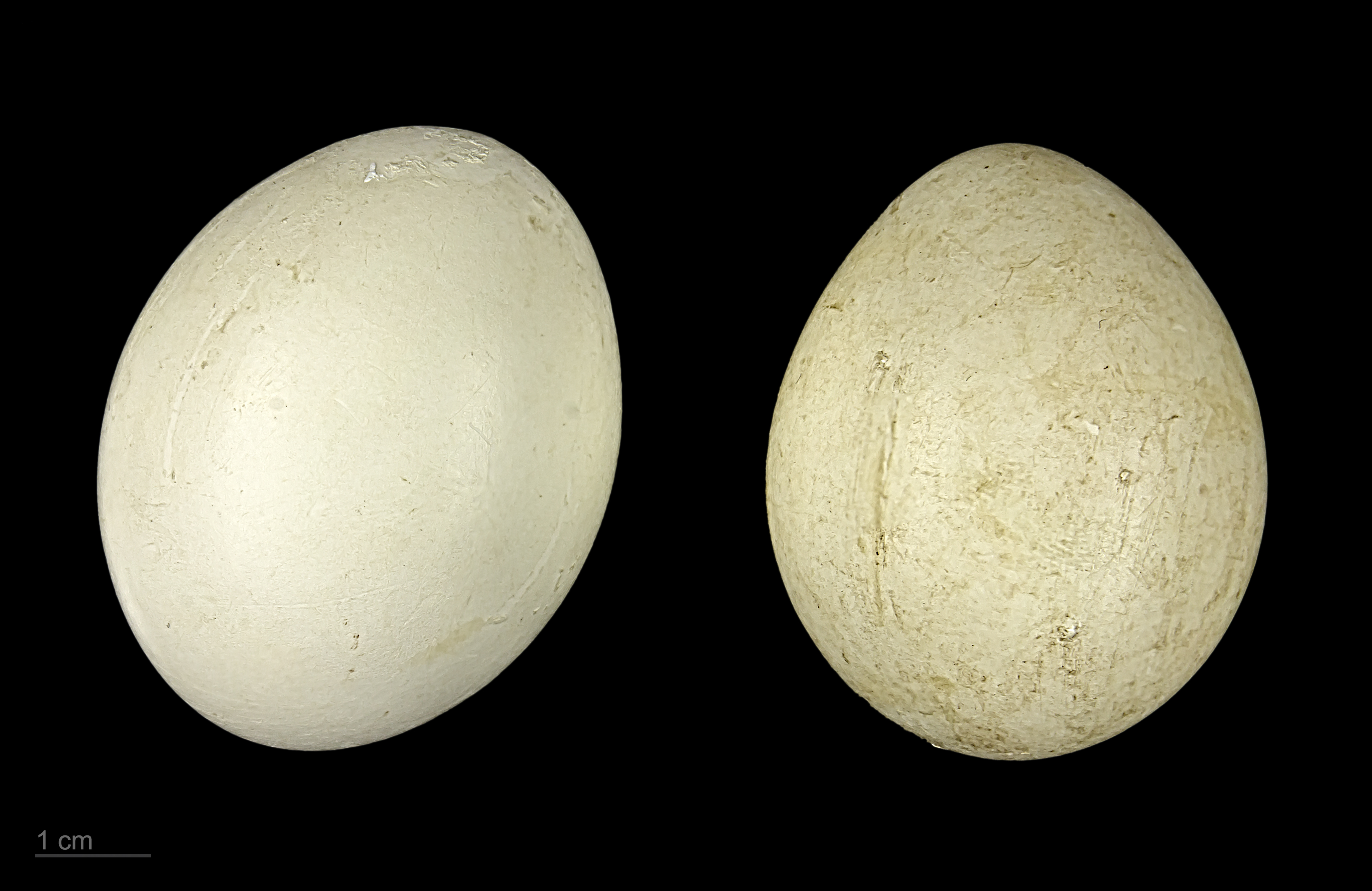
Jaja z kolekcji muzealnej

Długość ciała 43–48 cm, masa ciała 502–820 g. Drzewica białolica charakteryzuje się wyprostowaną sylwetką, długą szyją, długimi nogami. Cechy te są typowe dla wszystkich drzewic. Posiada szerokie skrzydła, jej lot jest energiczny, a w poszukiwaniu nasion i bezkręgowców potrafi zanurzyć się, pozostając tylko tylną częścią ciała na powierzchni.
Samiec z samicą często wzajemnie pielęgnują sobie pióra, tym samym uwalniając się od pasożytów w niedostępnych rejonach ciała. Stojąc naprzeciw siebie, delikatnie skubią pióra na głowie i szyi partnera. Gniazda budują wśród gęstej roślinności lub w rozwidleniu niskiego drzewa.
Samica składa 4–13 (rzadziej 16) kremowobiałych jaj o wymiarach 45,5–52,7 mm × 35–41,5 mm i masie 27,5–43 g. Inkubacja trwa 26–30 dni, jaja wysiadywane są przez obydwoje rodziców.

## Status
IUCN uznaje drzewicę białolicą za gatunek najmniejszej troski (LC, Least Concern) nieprzerwanie od 1988 roku. Liczebność światowej populacji szacuje się na 1,7–2,8 miliona osobników. Globalny trend liczebności populacji uznawany jest za wzrostowy, choć liczebność niektórych populacji spada.